# İzmir Halkapınar Spor Salonu
İzmir Halkapınar Spor Salonu – hala widowiskowo-sportowa w Izmirze, w Turcji. Została otwarta w 2005 roku. Może pomieścić 10 000 widzów. Znajduje się w pobliżu stadionu im. Atatürka.
Hala została wybudowana w latach 2004–2005 w pobliżu stadionu im. Atatürka. Obiekt powstał w związku z organizacją w Izmirze Letniej Uniwersjady 2005. W trakcie uniwersjady w hali odbyły się zawody gimnastyczne oraz część meczów zawodów koszykarskich. Ponadto w arenie odbyły się m.in. mistrzostwa Europy w szermierce w 2006 roku, część spotkań podczas mistrzostw Europy w siatkówce w 2009 roku oraz mistrzostw świata w koszykówce w 2010 roku, a także mistrzostwa świata w gimnastyce artystycznej w 2014 roku.